# Belgern
Belgern (pol. hist. Biała Góra) – dzielnica miasta Belgern-Schildau w Niemczech, w kraju związkowym Saksonia, w powiecie Nordsachsen. Do 31 lipca 2008 miasto należało do powiatu powiecie Torgau-Oschatz, a do 29 lutego 2012 do okręgu administracyjnego Lipsk. Do 31 grudnia 2012 samodzielne miasto.
1 stycznia 2013 miasto zostało połączone z miastem Schildau, tworząc nowe miasto Belgern-Schildau.

## Historia

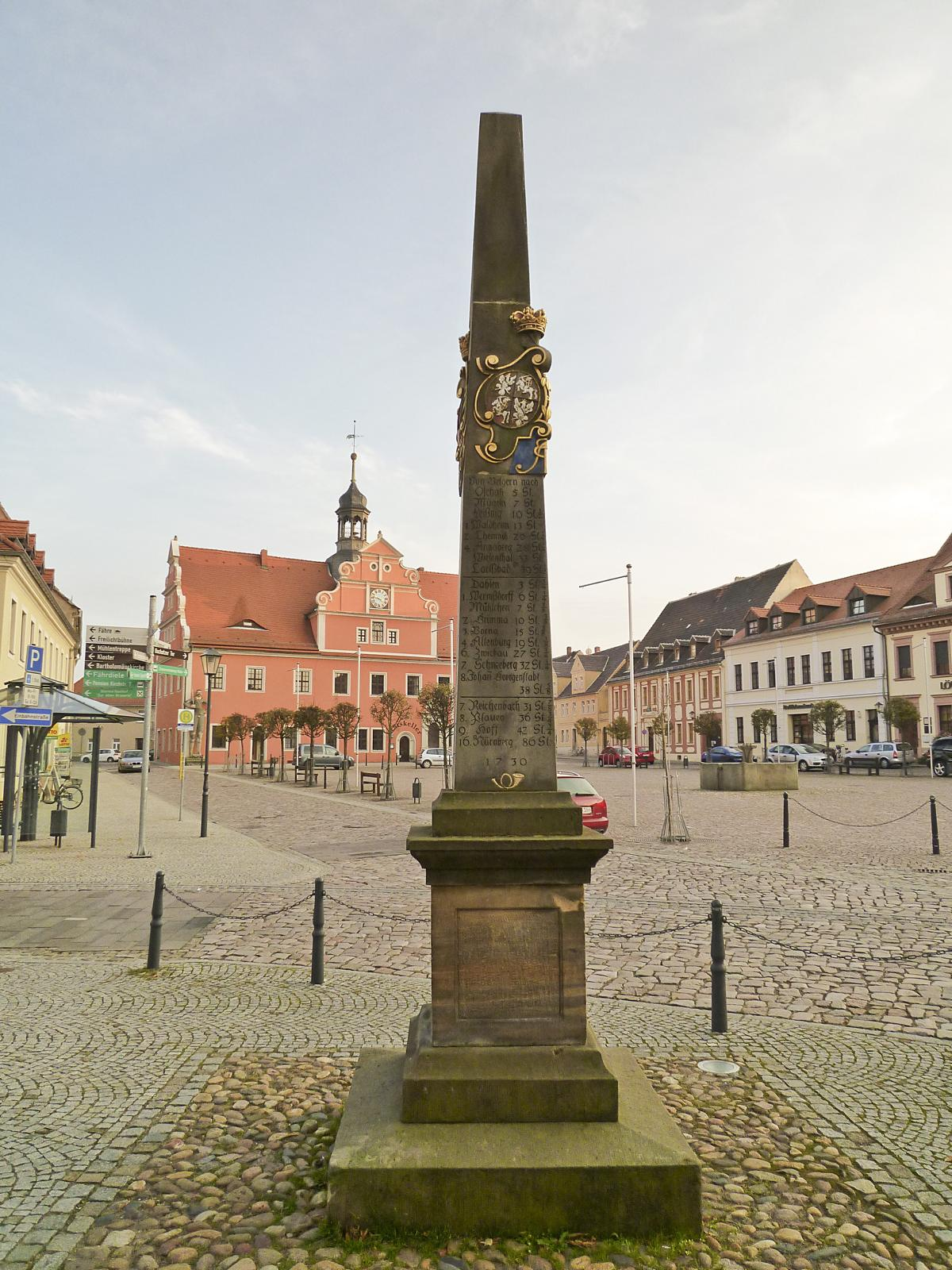
Słup dystansowy poczty polsko-saskiej z 1730 roku

We wczesnym średniowieczu na lewym brzegu Łaby założyli tu gród Słowianie połabscy z plemienia Niżyców. Po raz pierwszy wspomniano o nim w 983 roku. Na początku XI wieku stanowił niemiecki punkt strategiczny skąd w 1010 Henryk II wyruszył na Polskę. W 1017 Bolesław I Chrobry bezskutecznie atakował gród podczas swojej kampanii.
W latach 1697–1706 i 1709–1763 Belgern jako część Elektoratu Saksonii było połączone unią z Polską, a w latach 1807–1815 wraz z Królestwem Saksonii unią z Księstwem Warszawskim. O unii przypomina pocztowy słup dystansowy z herbami Polski i Saksonii, postawiony za panowania króla Augusta II Mocnego.